# Uri Phoebus ha-Levi
Uri Phoebus ha-Levi (Uri Phoebus ben Aaron ha-Levi, auch Uri Witzenhausen oder Uri Witmund genannt; geboren 1625 in Amsterdam; gestorben 27. Januar 1715 ebenda) war ein niederländischer Drucker und Verleger im späten 17. Jahrhundert. In seiner Druckerei erschien 1678 die erste jiddische Übersetzung der Hebräischen Bibel.

## Leben
Uri Phoebus ha-Levi war ein Enkel von Moses Uri ha-Levi, erster Rabbiner einer sephardischen Gemeinde in Amsterdam und damit in Nordeuropa. Sein Vater Aaron war Kantor dieser portugiesischen Gemeinde in Amsterdam.
Uri Phoebus ha-Levi nahm seine erste Druckerpresse 1658 in Amsterdam in Betrieb und war dort bis 1689 tätig; das Handwerk hatte er bei Immanuel Beneviste gelernt. In diesen Jahren war Amsterdam das Zentrum für die Produktion hebräischer Literatur, die in ganz Europa vertrieben wurde: Defus Amsterdam (gedruckt in Amsterdam) galt als Gütesiegel. Er publizierte zahlreiche rabbinische und religiösen Schriften, einige davon in Jiddisch, darunter 1678 die erste jiddische Übersetzung der Hebräischen Bibel durch Jekutiel Blitz. Auch gab er die erste jiddische Zeitung heraus, die dienstags und freitags erschien (Dienstagishe un Freytagishe Kurant 1680–87). Sein Druckzeichen bestand aus einem Wasserkrug und zwei Fischen.
Die Mehrzahl von Uri Phoebus ha-Levis Druckwerke waren für den Verkauf an die in Polen lebenden Juden gedacht. 1692 zog er auf Einladung des polnischen Königs Johann Sobieski nach Schowkwa, um dort hebräische Bücher zu drucken; zuvor wurden diese importiert. 1697 und 1699 nahm er am Ausschuss der vier Länder (Wa’ad Arba’ Aratzot) in Jarosław teil, wo er rabbinische Unterstützung gegen geschäftliche Konkurrenten aus Lublin und Krakau erhielt. Bis 1705 war er in Polen tätig, um dann offenbar nach Amsterdam zurückzukehren. 1711 veröffentlichte er sein Buch  Narração da vinda dos judeos espanhoes a Amsterdam, das von der Ankunft der sephardischen Juden in den Niederlanden berichtet und als Gründungslegende der Amsterdamer Gemeinde gilt. Vier Jahre später starb Uri Phoebus ha-Levi im Alter von 90 (oder 89?) Jahren; er liegt auf dem portugiesisch-jüdischen Friedhof Beth Haim in Ouderkerk aan de Amstel begraben.
Nach seinem Tod im Jahre 1715 führte die Familie die Druckerei in Polen weiter: einige von ihnen nahmen nach ihrem Beruf den Familiennamen Litteris oder Madfes (= hebr. Drucker) an. Einer seiner Nachkommen war der Schriftsteller und Dichter Meir ha-Levi, dessen Vater Gershon noch 1828 in Schowkwa eine Druckerei betrieb und auch die Werke seines Sohnes herausgab. Die Familie von ha-Levi druckte bis ins 20. Jahrhundert in Polen hebräische Literatur.
Anhand einer Notiz im Amsterdam Machsor ist bekannt, dass sich Uri Phoebus ha-Levi im 17. Jahrhundert im Besitz dieser kostbaren Handschrift befand. Ob er den Machsor von Vater oder Großvater geerbt hatte, ist unbekannt, zumal das Gebetbuch einen aschkenasischen und keinen sephardischen Ritus dokumentiert. Laut den Notizen in der Handschrift übergab er diese 1669 an die Jüdische Gemeinde Amsterdam, von der er sich zuvor getrennt hatte, weil es dort zum Streit gekommen war. Um sich mit der Gemeinde wieder zu versöhnen, schenkte er ihr den Machsor. Anlass für den Streit könnte gewesen sein, dass Uri Phoebus ha-Levi auf besondere Rechte seiner aschkenasischen Familie innerhalb der sephardischen Gemeinde bestand.